# メトロイドプライム ハンターズ
『メトロイドプライム ハンターズ』（METROID PRIME HUNTERS）は、Nintendo Software Technology Corporationが開発し、2006年6月1日に任天堂が発売したニンテンドーDS専用ゲームソフト。アメリカでは同年2月3日、ヨーロッパでは同年5月5日に発売された。

## 概要
『メトロイドシリーズ』の『プライム』シリーズ第3弾。前2作と違って敵をロックオンする機能がない純粋なFPSとして発売されており、キー操作で移動しつつタッチペンで視点移動して撃つことができる。また、Wi-Fiを用いてネット対戦もできる。
タイトルに冠されているメトロイドが全く登場しない他、プライムシリーズの重要キーワードであるフェイゾンも全く関わらない等、シリーズの中でも特に外伝的な位置付けが強いストーリーになっている。

## ストーリー
宇宙のはるか遠く、銀河連邦の勢力圏よりもはるか遠くに、「アレンビッククラスター」として知られる星域があった。かつて平和的かつ強大なアレンビック族の文明が、この地を支配していたが、恐らく数千年前、あるいは数万年前、最高の兵器に護られた「オクトリス」を残して、彼らは忽然と姿を消した。
それから幾世紀もの時を経た現在、奇妙な事件が起こる。アレンビッククラスターから発信されたテレパシーメッセージが、銀河中でも特に上位に位置する者たちの頭脳に届いたのだ。メッセージは数千の言語、数千の言葉に翻訳されたが、その意味する所はすべて同じであった。「究極の力、その秘密はアレンビッククラスターに眠る」。
このメッセージは名高い6人のバウンティハンターを魅了し、彼らはそれぞれの理由を胸に、アレンビッククラスターへと向かった。自身のため、あるいは星や種族のために力を求める者、あるいは己こそが銀河最高のハンターであることを証明するために、闘争と破壊を求める者。ハンター達は競い合って、「究極の力」の正体を解き明かそうとする。
一方、この奇妙な事件を知った銀河連邦も、メッセージの真相を解明するため、サムス・アランをアレンビッククラスターに派遣する･･･

## 登場キャラクター
サムス・アラン
銀河でも指折りのバウンティハンターである、シリーズお馴染みの主人公。サムスのみ追尾性能が付加された“ミサイル”が得意武器となっている。
トランスフォームは、狭い通路でも自走可能な球体「モーフボール」。ボムを3つまで設置して、爆発でダメージを与えるだけでなく、爆発の衝撃でジャンプする事もできる。本作では、タッチスクリーンをすばやくスライドすると、高速移動しながら突進して攻撃できるブーストボールが発動する。

### バウンティハンター
以下のキャラクター達は、アドベンチャーモードでボスとして登場したものを倒すとマルチプレイモードで使用できるようになる。アドベンチャーモードでは倒しても死亡せず一時撤退し、サムスのオクトリスを狙って各惑星に出没するようになる。なお、「ハンター」と呼称されているが厳密にハンター稼業を行っていることが判明しているのはカンデンとサイラックスのみである。
また、オープニング映像には各ハンターたちの紹介映像と共に種族名および出身地が記載されているが、詳細な設定は判明していない。
ゲームシステムの関係上、全員共通でサムスのアームキャノンと同等性能の武装を有している（基本的にはサムス同様に右腕に装着したビーム砲で、ウィーヴェルのみ右腕と独立した拳銃型の火器を使用する）。また、各キャラクターごとに固有のトランスフォーム形態、および性能が強化されるサブウェポンを持つ。サブウェポンの追加能力の詳細に関しては後述の「#サブウェポン」を参照。
カンデン (Kanden)　出身地：違法研究施設(A Sinister Laboratry) 種族：エノエマ(Enoema)
狩猟本能により任務を「狩り」として遂行する恐るべきバウンティハンター。かつて不死の兵士を生み出す実験で誕生した人工生命体の失敗作であり、肉食昆虫の遺伝子情報が組み込まれているためイモムシを擬人化したような容姿を持つ。自分が最強のハンターである事を証明するため、「究極の力」を手に入れようと考えている。
得意武器は電撃武器“ボルトドライバー”。カンデンのみ直撃後、電子機器に異常を引き起こし、ダメージを受けた相手の視界を歪ませる効果がある。
トランスフォームはイモムシ型に変形して、地面を這うように移動する“スティングラーバ”。攻撃には尻尾を自切して、一定時間経つか、切り離した尻尾の近くに敵がいると、自動で敵を追跡する追尾爆弾として使用する。また尻尾の爆発を利用して、サムスのモーフボールと同じくボムジャンプが可能である。
スパイア (Spire)　出身地：モンドリウス(Mondreus) 種族：ダイアモント(Diamont)
彼一人を残し、原因不明の消失を遂げた古代の有機岩石生命体（ゲーム中では無機生命体と表記）の一種である「ダイアモント族」の最後の生き残り。自らの種族の謎を解き明かすヒントとして、謎の滅亡を遂げた他の種族を調査しており、アレンビック族滅亡の秘密と関連があると思われる「究極の力」を調べるべく、アレンビッククラスターへ赴いた。ゴーレムを思わせる人型の岩の姿をしており、全身の各所から結晶体が露出している。
得意武器は、超高熱のマグマ弾を撃ち出す火炎武器“マグモール”。攻撃を行うと、火炎が更に広まり、発射後一定時間で爆発する。また、スパイアのみ直撃後、一定時間相手を燃やす事ができる。
トランスフォームは結晶状のトゲが生えた岩石球に変形して、一対の岩のブレードで攻撃する“ダイアランチ”。ブレードを回転させている最中は、自身の周囲全方向を攻撃できる。トゲを利用して壁をよじ登ることもできる。また、スパイアは溶岩地帯に入ってもダメージを受けない。
ウィーヴェル (Weavel)　出身地：不明(Unknown)　種族：サイバネティックスペースパイレーツ(Cybernetic Space Pirate)
スペースパイレーツの特殊部隊に所属するサイボーグ戦士。かつてサムス･アランとの戦いに敗れた後、失った下半身をパワードスーツで補い、恐るべき戦士に生まれ変わった。サムスとの過去の戦いの詳細や「究極の力」を求める理由は不明（任天堂公式ガイドブックでは、サムスに対し復讐を誓っているとの記述がある）。作中にはスペースパイレーツの仲間も登場せず、単独で行動している。
サイボーグ化される前の本来の種族は不明だが、体型や手指の形状は人間と同等であり、後頭部には頭髪のようなものが確認できる。下半身は着脱可能。右腕にはエネルギーブレードを搭載しており、ビジュアルアートやオープニングムービーでは通常形態で装備している姿が描かれているが、ゲーム内ではトランスフォーム時のみブレードを使用し、通常形態では上述したアームキャノン相当の銃器でしか攻撃を行わない。
得意武器は、優れた連射能力と中距離で絶大な威力を発揮する“バトルハンマー”。ウィーヴェルのみ直撃後、爆風で相手を仰け反らせて、更にダメージを与える事ができる。
トランスフォームは下半身がバトルハンマーを搭載した固定型自動砲台となり、上半身が右腕のブレードで接近攻撃を行う“ハーフタレット”（プレイヤーは上半身を操作し、ボタン操作で前方にジャンプしつつの斬撃を放つ）。分離すると上半身と下半身で、それぞれ50％ずつエネルギーが分配され、解除すると元に戻る。上半身が本体であるため、上半身が攻撃されると、全て上半身がダメージを受けるが、下半身が攻撃されると上・下半身が均等にダメージを受ける。
海外のゲーム雑誌"GamePro"では彼のスターシップのデザインが公開されており、作中ではオブリエット進入時のムービーでそれらしき機体が映り込む。
サイラックス (Sylux)　出身地：サイロシス(CYLOSIS)　種族：不明(Unknown)
隠密行動・追跡術のエキスパートにして、射撃の名手でもあるバウンティハンター。出身地以外の素性や経歴は一切不明であるが、銀河連邦と、それを助けるサムス･アランを激しく憎んでいる。銀河連邦軍の基地から奪取した試作品を独自改造したと見られる改造スーツと武器を装備している。ウィーヴェル同様に手指の形状は人間に近い。
得意武器は、高密度のニュートリノ体を高速で連続放射する試作兵器“ショックコイル”。サイラックスのみビーム攻撃が当たると、相手のエネルギーを奪う事ができる。
トランスフォームはワイヤーボムを装備した高速移動形態“ロックジョー”。モーフボールとは違い浮遊移動している。ボムは3つ設置する事ができ、2箇所目をセットするとその間に電磁ワイヤーが発生して、通過する敵にダメージを与えるだけでなく、設置した3つのボムの中心に敵がいると、電磁ワイヤーが三角形を描きながら敵に向かって集束して、大ダメージを与える。サムスのモーフボールのように、ボムジャンプも可能だが、3つ目のボムを設置しないと、全てのボムが爆発しない。逆に言うと3つ目ボムの設置によって任意のタイミングに起爆が可能。また、ボム設置ボタンを素早く連打すればボムジャンプを小刻みに繰り返すこともでき、空中では連続ボムジャンプで飛行することも可能（通常重力下では緩やかに下降し、無重力空間では上昇する）。ただし過度にボムジャンプを繰り返すとトランスフォームを解除するまでボムが補充されなくなる。
サムス以外のハンターで唯一明確にスターシップが登場しており、「デラノ7」というX字型のシルエットを持つシップを用いて、初戦時には追い詰められるとデラノ7に援護射撃を行わせる。
ノクサス (Noxus)　出身地：ヴォー(Vho)　種族：ヴォゾン(Vhozon)
極寒の惑星ヴォーに住まう、極度に厳しい戒律で知られた孤高の種族「ヴォゾン族」出身の人物。戒律に裏打ちされた気高さを持ち、「究極の力」が掟を破る者やそれに値せぬ者の手にを渡って悪用される可能性を危惧し、自分自身で回収することを決意して訪れた。青紫色と水色のボディを持ち、両腕は甲殻類の背甲のような形状をしている。顔面には発光する4つの点が四角型に並んでいる。
得意武器は、凍結武器“ジュディケイター”。ノクサスのみチャージ攻撃を行うと、周囲の敵をその場で凍結させる冷却フィールドを放射する。
トランスフォームはコマのように回転しながら左腕を展開、腕先の鋭利なブレードを振り回して攻撃する“ウォーサイズ”。ヴォゾン族が編み出した攻防一体の形態とされる。ボタンを押す時間している間は回転速度が増加していき、回転が速くなると攻撃力・効果範囲が上昇するが、攻撃がヒットするとブレードが引っ込んでしまうので、一撃離脱戦法に向いている。
初戦時にはトレースと交戦しており、後に戦闘に加わったサムスとの三つ巴の戦いになる。
トレース(Trace)　出身地：クリケン帝国(Kriken Empire)　種族：クリケン(Kriken)
あくなき侵略行為で糧を得ている、銀河でもっとも忌み嫌われた種族「クリケン族」出身の戦士。絶え間ない侵略を続ける一族にさらなる力をもたらし、彼自身にも名誉を与えるであろう「究極の力」の存在に興味を示す。鋭く尖った紅色のボディをしており、頭部は身体と分離（浮遊）している。顔面と胸部には発光する点が1つずつ付いている。
得意武器は、遠くからの狙撃に向いた長射程・高収束度のレーザービームガン“インペリアリスト”。トレースのみ、装備中は移動中を除いて身体が透明になる。
トランスフォームは節足動物のような姿で、強力な突進攻撃を繰り出す“トリスケリオン”。クリケン族の固有能力とされる。トリスケリオン中にしばらく停止状態でいると体が透明になり、敵に見つかりにくくなるため、待ち伏せ攻撃を狙いやすい。
初戦時はノクサスと交戦している。基本的にトレースは隙を見て狙撃してくるのみだが、激昂すると、インペリアリストを超高速で連射してくる。

### その他
アレンビック族(Alimbic)
太古のアレンビッククラスターに高度な文明を築いた種族。和平的で知識の探求を欠かさないが侵略者には臆する事無く応戦する強靭な精神力と高い戦闘能力を持つ。アレンビッククラスターの過酷な環境下で進化した高度な肉体と精神力は、念動力や「精神転化」と呼ばれる肉体と生命力を棄て、純粋な精神エネルギー(魂)に昇華する術を獲得しており、「オクトリス」とは、当時のアレンビック長老院8人の長老達の魂そのものである。
かつて飛来した全宇宙を脅かす謎の生命体「ゴリア」に対して応戦するが、たった3カ月で種族の大半を失なってしまい、いかなる戦士･兵器でも滅ぼす事は不可能と判断したアレンビック族は残りの種族全てを犠牲に、内部の生命体が放つ精神の波動を動力源にシールドを展開する装置「シールスフィア」にゴリアを閉じ込め、シールスフィアが置かれた牢獄「オブリエット」そのものを、オクトリスを動力源とした超光速反物質砲「アレンビックキャノン」で時空に孔を開けて反物質に満たされた異次元の1つに牢獄ごと封印した。そして、2度と封印が解かれないように、オクトリスを各惑星の守護者に守らせ、多くの警告文や歴史の記述を残した後、宇宙の平穏を願って、滅亡した。
ある条件を満たすと御褒美として、エンディングでアレンビック族の姿を見ることができる。その姿から、アレンビック族の施設を守護する自動防衛型アンドロイド「ガーディアン」はアレンビック族自身の姿、監視ユニット「サイコビット」はアレンビック族の頭部を模して作られた物と分かる。
ゴリア(Golia)
アレンビッククラスターに飛来して、アレンビック族を滅亡に追い遣った謎の生命体。相手の能力を奪う事で強大な力を手にしており、＜恐怖＞、＜破壊者＞とも呼ばれる。ゲーム中に現れる姿もアレンビック族の姿を奪ったものであり、胸にある光の球がゴリアの本体である（アレンビック族によれば、元々の姿は単なる塵のようなものだったらしい）。サムスがアレンビックキャノンを起動させてオブリエットをアレンビッククラスターに戻し、他のバウンティハンター達がシールスフィアを破壊したため、ゴリアは解放された。
ゴリアがサムス以外のハンター6名の武器能力を奪う際、ハンター達の胸に管状の触手を突き刺していたが、オブリエット消滅時にハンター達が各自のスターシップを使い自力で脱出したことを示唆する描写があるため、これに殺傷能力はないと思われる。また、究極の力の正体はゴリアであり、銀河連邦やハンターたちに謎のテレパシーを送ったのも、このゴリアである。
詳細は後述の#ボスの項目を参照。

## 舞台
アレンビッククラスター（Alimbic Cluster）
未開の宇宙であるテトラ銀河系に存在する、『究極の力』が眠ると言われる星雲。数多くのバウンティハンターが究極の力を求め、この星雲に集まった。2つの惑星と2つの宇宙ステーションが存在する。
セレスステーション
アレンビックの歴史で最も偉大な建築物のひとつ。惑星アリノスの静止衛星軌道上に存在する宇宙ステーションで、アレンビックのあらゆる研究記録を保管する場所だった。現在は小惑星の衝突によって破壊され、非常に不安定な状態。外壁や足場が崩れている危険な場所も存在する。
惑星アリノス（火山遺跡）
アレンビックが惑星内部の超高温を都市の動力源として利用した星。かつてはアレンビックの長老が集った場所だが、現在は惑星核の変動で荒廃。所々に遺跡は残っており、彼らの文明の名残を見ることができるものの、大半が溶岩や砂漠の広がる惑星となっている。アレンビック族の兵器であるアレンビックキャノンもこの星に存在する。
ベスパー防衛基地
アレンビッククラスターの外縁に建造された備蓄基地のひとつ。平時は燃料の補給基地として利用されていた。保管する兵器の安全性確保のため、内部温度は氷点下を保持している。
惑星アークテラ（氷の洞窟）
広大なハニカム状の惑星。エリアの大半がアレンビック族の遺跡で構成されている。アレンビッククラスター外縁に位置するため気温が非常に低く、雪と氷に覆われている。その内部にある地下には、アレンビックの地下基地がある。
オブリエット
アレンビック族がゴリアを封印するために建造した牢獄で、ほぼ一本道の構造をしている。ここでラスボス「ゴリア」と戦うことになる。また、ある条件を満たせばマルチプレイモードでも使用することができる。マルチプレイモードで使用できるウェポンは「オメガキャノン」・「ミサイル」・「パワービーム」のみ（ただし、ディフェンダー等、一部ルールでは下階に「ベストウェポン」が出現する。その際、代わりに「オメガキャノン」は使用できない）。

## ウェポン
基本ウェポンとなるパワービーム･ミサイルと、7つのサブウェポンの合計9つが存在し、上記で触れた得意武器に関しても、更に詳しく解説する。
パワービーム
全ハンターが標準で装備している武器。
威力は全ウェポン中もっとも弱いが、弾数の制限がない。高い連射能力を持っており、強力なチャージ攻撃も可能。
砲身の発光部の色は各ハンターのメインビジュアルに準じた色（例えばサムスは橙色と赤色のグラデーション、サイラックスは黄緑色、カンデンはボルトドライバーとは違う色味の黄色等）となっている。
チャージビーム
ビームエネルギーを凝縮し、破壊力を増幅するデバイス。
パワービーム装備中、チャージ攻撃を行うことで撃つことが可能な標準武器。無論チャージしていないパワービームより攻撃力は勝るが、溜めの動作が必要なため連射は出来ない。しかし、チャージの速度はかなり速めなので、それほど苦というわけでもない。
アドベンチャーモードに限り、チャージ中に回復アイテムなどを引き寄せる他、チャージビームに若干の追尾力が付与されている。
ミサイル
パワービームと同じく、全ハンターが標準で装備している武器。チャージ攻撃で強力なミサイルを撃つことも可能で、パワービームほどでは無いがチャージの速度は速め。爆風には自分･敵を問わず、ダメージ判定がある。そのため近距離戦では自らも爆風に巻き込まれてダメージを受け、「セルフキル（自滅）」となってしまうリスクも高い。
パワービームより強力だが、やや弾速が落ちる。
ただし弾数制限があり、弾がなくなると使えない。バトルモードでは59発、アドベンチャーモードでは最大95発まで所持することができる。
なお、チャージミサイルを撃つ時はアドベンチャーモードで3発、バトルモードで2発のミサイルを使用する。
サムスがゲーム中得意とする武器で、サムスに限りミサイルにホーミング（追尾）機能が付き、チャージ攻撃によりその効果は上がる。
装備すると砲身の形状が変化する（発光部の色はパワービームと同一）。サムスの場合、銃口が第1作目『プライム』のミサイル使用時と同じ形状になる。

### サブウェポン
オメガキャノンを除けば全て弾数制限があり、サブウェポン用の弾である「アモ」を使用する。使用するハンターごとに「得意ウェポン」があり、通常よりもウェポンの効果が強化される。また、それぞれのアイテムを入手しないと使用する事が出来ない。
装備を切り替える毎にアームキャノンの発光部の色が各ウェポンのイメージカラーに変化する演出がある（上述のミサイルも含め、変化があるのは一人称視点のグラフィックのみであり、フィールド上の3Dモデルには外観の変化は反映されない）。
アモの消費に関しては、アドベンチャーモードでは一律で通常弾が1発、チャージ弾が3発のアモを使用し、最終的に400発まで所持することができるようになる。
バトルモードでは各武器ごとに消費アモの概念があり、残弾表示はこれを計算したものである。その為、サブウェポンを切り替え、使用していたサブウェポンに戻すと残弾数が変わる事がある。消費アモの比は、
バトルハンマー…4
ボルトドライバー･ジュディケイター…5
マグモール・ショックコイル…10
インペリアリスト…20
であり、高い比の装備は弾数も少なく見える。この比の数値を利用すると、最大所持数は599。
また、アドベンチャーモードの場合、サブウエポンの属性が
ボルトドライバー ⇔ バトルハンマー
マグモール ⇔ ジュディケイター
インペリアリスト ⇔ ショックコイル
となっており、ボスのような特殊な対象への攻撃など一部の謎解きでこの要素を用いる。
ボルトドライバー
テラワット級の電気ボルトを発する武器。
命中率が高く、連射能力も高く、弾速もパワービームより速い。チャージ攻撃により、アモをアドベンチャーモードで3発、バトルモードで5発使用して目標に向かってゆっくり移動する強力な空雷弾を発射することが可能。チャージ攻撃着弾時の爆風には、ミサイル同様自分・敵を問わないダメージ判定があり、近距離戦では爆風に巻き込まれる危険性がある。
カンデンの使用ウェポンであり、チャージ攻撃が標的を追尾するようになるとともに、命中するとダメージを与えるに加え電子機器に異常を引き起こし、ダメージを受けた相手の視界が歪む能力を持つ。ただし、爆風に自分自身が巻き込まれると、ダメージはもちろん、こちらの視界も歪んでしまう。
発光部の色は黄色に変化する。
マグモール
超高熱の火炎（マグマ）弾を撃ち出す武器。『大乱闘スマッシュブラザーズX』でのスパイアの説明によると、スパイアの種族ダイアモント族に伝っていた武器であるらしい。
放物線を描くように飛び、地面に落ちると地面を転がるが、対象にぶつかるか一定時間で爆発する。チャージ攻撃を行うとアモをアドベンチャーモードで3発、バトルモードで2発使用して、火炎がさらに広がり、転がらずにその場で爆発する弾を撃てる。爆風には自分・敵に問わずダメージ判定があり、近距離戦で使用すると自滅の危険性がある。
スパイアの使用する武器。チャージ攻撃により、当たった相手を一定時間燃やす追加ダメージを与えることが可能。燃やしたダメージで相手を倒すと、なぜかトランスフォームで相手を倒した事として扱われる。カンデンのボルトドライバーと同様、チャージの爆風に巻き込まれると自分も追加効果で燃えてしまう（もちろん燃えて自滅した場合もセルフキル扱いにされる）。ちなみに、アイテム「ダブルダメージ」を所得した状態で、チャージ弾が相手に当たると、追加ダメージも2倍になる。
発光部の色は橙色（ウィーヴェルのみピンクがかった薄橙色）に変化する。
インペリアリスト
長射程・高収束度のレーザービームを発射する武器。装備すると照準が専用のものに変化する。
連射能力が極端に低く、チャージ攻撃も無い。しかし射程が長く、ズーム機能も備えられているため、遠くからの狙撃に向いたウェポン。威力も非常に高く、ズームして頭部を狙えば一撃で相手を倒すことも可能（「ヘッドショットキル」という）。尚、ズームして攻撃するときと、しないときでは攻撃力が2倍も異なる。
トレースが使用している武器。この武器を装備している間、トレースの体は移動中を除いて半透明になり、存在を察知され難くなることでより狙撃がしやすくなる。
その特性のため、対戦でよく使用されているウェポンでもある。
発光部の色は赤色に変化する。
ジュディケイター
ほぼ絶対零度の冷却したプラズマ体エネルギーを撃ち出す武器。
弾は壁や床などに当たると跳ね返る性質を持つ（マグモールとは違い、跳ね返ったビームが自分に当たってもダメージは受けない）。チャージ攻撃では3発の弾を同時に発射。この時アドベンチャーモードは3発、バトルモードは5発のアモを使用する。
ノクサスの使用武器。ジュディケイターを使ってチャージ攻撃をすると、凍結の範囲は狭いが周囲の敵をその場で凍りつかせる冷却フィールドを放射する。直接の攻撃力は通常弾にも劣るが、凍った敵にも通常通りダメージを与えることができる。
なお、ある方法を使ってジュディケイターでチャージ攻撃すると、どんなに離れていても真正面のターゲットを凍りつかせることが可能。これはバグを悪用した裏技で、通称「SF（シャドーフリーズ）」とも呼ばれており、日本でのWi-Fi対戦でこれを使うと集中攻撃を受けたりとかなり嫌われるが、海外版ではバグ技であるにもかかわらず立派な戦法となっている。
発光部の色は紫色、もしくは白に近い薄紫色に変化する。
ショックコイル
高密度のニュートリノ体を高速で連続放射する武器。見た目は青白い電撃状のビームである。銀河連邦で極秘開発中の試作兵器で、サイラックスは研究施設から奪取したものを使用している。
発射中は近くの敵を捕らえてダメージを与え続け、一定時間捕らえ続けると、ダメージが増加。武器の特性上、チャージ攻撃は不可能。またバトルモードにおいては1発未満のアモ消費が絡む。
使用ハンターはサイラックス。ショックコイルの攻撃が当たると、相手のエネルギーを奪い、自身を回復することが可能。
アドベンチャーモードでは、アレンビッククラスターのセレスステーションに置かれており、銀河連邦で試作兵器として扱われていたはずの武器が、なぜアレンビックにあったのかは不明。

発光部の色は青色、もしくは水色に変化する。
バトルハンマー
マシンガンタイプの武器で、中距離で絶大な威力を発揮する、重火器系ウェポン。
弧を描いて飛んで行くエネルギー弾を速射し、連射能力を持つが、チャージ攻撃はできない。弾が放物線を描くため、遠くには届かず途中で空中爆発するが、ウィーヴェルのみ地面・壁に当たるまで空中爆発はしない。中・近距離戦に適した武器だが、爆風に自分・敵を問わずダメージ判定があり、接近しすぎて使うと自分も爆風に巻き込まれてしまうというリスクが及ぶ。
ヴィーヴェルが使用する武器。バトルハンマーの弾丸が命中すると通常のバトルハンマーより大きく爆発し、更にダメージが大きくなり、爆風で相手をのけぞらせることが可能。ただしヴィーヴェルのバトルハンマーは、通常のバトルハンマーより連射速度が若干衰える。
また、ウィーヴェルのトランスフォームであるハーフタレットの下半身砲台から発射される弾は通常性能のバトルハンマーである。此方はアモを消費する事もなければ、バトルハンマーを取得している必要も無い。しかし、下半身の砲台から射出された弾丸が上半身に当たるとダメージを受けてしまい（通常は下半身が、上半身を攻撃することは無いが、相手を上半身と下半身で挟み撃ちにするような状況だと、弾丸が相手からそれて、上半身に当たってしまう可能性がある）、上半身を倒してしまうとセルフキルとして扱われる。
なお、ウィーヴェルがスペースパイレーツ所属であることや、弾や爆風が『プライム2』の同組織が用いる「ギガタレット」という固定砲座のものと酷似していることから、パイレーツ製の武器ではないかと思われるが、詳細は不明。
発光部の色は緑色に変化する。
オメガキャノン
かつて古い時代に開発され、その力を恐れたアレンピックの長老によって封印された最強のウェポン。着弾すると、強烈な閃光を発しながら爆発する光弾を発射する。
詳しくは後述するが、アドベンチャーモードとバトルモードでは性能が異なっている。共通する性能としては、弾･爆発ともにダメージ範囲は極めて広く、爆発は敵味方問わずダメージを受ける。またチャージ能力はなく、連射能力が非常に低い。
アドベンチャーでは、オブリエットにおけるゴリアソウルとの最終決戦時のみ使用することができる。ゴリアソウルにはこのオメガキャノン以外ではダメージを与えられず、弾数に制限はない。
バトルモードでもオブリエット専用で、このステージには他のサブウェポンは無い。弾数の概念こそ無いが1発使い切りで、撃つとオメガキャノンを失う。弾速はアドベンチャーのものより劣るが、爆風の範囲はより広く、当たれば敵・味方・自分を問わず一撃で葬り去る絶大な威力を持つ。
なお、「究極の力」はゴリアの事でありオメガキャノンではない。なぜアレンビック族はオメガキャノンを持ちながら、ゴリアを打ち滅ぼせなかったのかは明らかになっていない。
アイコンは白色で表示されるが、装備時の発光部の色はパワービームと同一である。

## ボス
本作では他のバウンティハンターを除くと合計10体(ラストボス含め)のボスキャラクターが各惑星の宝物守護室に2種類ずつ存在しており、オクトリスを守護している。
クレタフィッド系
アレンビック族が建造した兵器郡の中でも、防衛戦に特化した柱状の防衛兵器。基本的に中央の固定台座から移動する事はできない(Ωのみ例外)。
全レーザー砲が一定のダメージを受けると全機能が一時停止してしまい、その際弱点となる内部コアが冷却のため一時的に露出する。尚、内部コアは共通してショックコイルに対する耐性が低い。
クレタフィッドα
クレタフィッド系の初期型。ケミカルレーザー砲を多数搭載している。
クレタフィッドγ
クレタフィッド系の改良型。ケミカルレーザー砲が排除されたが、熱源探知で侵入者を自動追尾可能なプラズマ誘導弾を多数搭載している。尚、誘導弾はビーム攻撃で相殺する事ができる。
クレタフィッドZ
クレタフィッド系の上位機種。ケミカルレーザー砲とプラズマ誘導弾の両方を搭載している。
クレタフィッドΩ
クレタフィッド系の最上位機種。上記2種類の武装に加えて、自走能力を備えている。本体に接触するとダメージを受けてしまう。
スレンチ系
アレンビック族が建造した球状の防衛兵器。基本的に部屋の奥で待ち構えている。中央の目の様な部分が弱点であり、バリア喪失中はオープンモードに移行して分離･浮遊移動しながら攻撃を行う。
γ以降のスレンチはタレットも含めて、特定の弱点攻撃(スレンチの反属性)以外は効果がない。
スレンチタレット
スレンチ本体のバイオアームから供給される様々な特殊エネルギー弾を発射する自動砲台。3機のタレットが本体防御用のバリアを常に展開しており、一定のダメージを受けると一時的に全機能が停止してバリアが解除される(一定時間で再生するため、それまでに素早く3機同時に停止させる必要がある)。
スレンチα-C
スレンチ系の初期型。基本的なビーム弾とプラズマ誘導弾の2種類の武装を搭載している。
スレンチγ-C
スレンチ系の改良型。タレットに超高熱エネルギーを供給、着弾した敵を炎上させる効果を持つが、内部構造が過熱により変化しており、低温エネルギーに対する耐冷性能が低下している。
スレンチZ-C
スレンチ系の上位機種。タレットに電気ボルトを供給、着弾した敵の視界を歪ませる効果を持つ。しかしバイオアーム及び本体の装甲構造が劣化しており、特定の重火器に対する耐性が低下している。
オープンモードの運動性能も強化されており、突進による直接打撃攻撃を行う。
スレンチΩ-C
スレンチ系の最上位機種。タレットに極低温プラズマエネルギーを供給、着弾した敵を凍結させる効果を持つが、内部構造の変更により、高温エネルギーに対する耐熱性能が低下している。
尚、唯一部屋の奥ではなく天井に待ち構えている。またオープンモードの運動性能も増加･変更されており、地面を転がる攻撃が追加されている。
シクロプス系
上記二種とは違い、中ボスとして現れるアレンビッククラスターの現生生物で名前通り単眼の巨人型のクリーチャー。作中には二種が登場する。戦闘BGMには『プライム』のパラサイトクイーン戦のアレンジが使用されている。
ファイヤーシクロプス
惑星アリノスに登場するシクロプス。溶岩から上半身だけを出し、両手で溶岩を交互に投げつけてくる攻撃を延々と繰り返す。一定時間が経過すると溶岩内に身を隠し別の場所に現れる。
攻撃に被弾すると、一定時間炎上ダメージを受けてしまう
フロストシクロプス
惑星アークテラの雪原に現れるシクロプス。被弾すると一定時間凍結して身動きが取れなくなる氷塊を投げつけてくる。属性以外の挙動はファイヤーシクロプスと同一。
ゴリア(Golia)
本作のラストボス。アレンビック族の姿を模した節足生物の様な姿にアームキャノンの様に変形した両腕から、他のバウンティハンターから吸収したビーム能力を使用する他、接近戦では触手や剛腕による強烈な物理攻撃を行う。尚、能力吸収の際に自身の体内エネルギー反応に不安定性が生じている。
ゴリア本体の外殻は全ての攻撃を受け付けないが、不安定になった身体特性の影響で、その攻撃能力に応じて両肩部のニューロン構造がエネルギー属性の変化を繰り返しており、そこへの反属性(弱点)エネルギーの攻撃によって腕を破壊できる。一定時間で再生するが、ほぼ2箇所同時に破壊すると弱点であるゴリアのエネルギー核が露出する。露出中は不安定性が解消されるため直接攻撃を行う事ができる(パワービームのみ、全ての弱点特性を無視する事ができる)。
ゴリアソウル(Golia soul)
ゴリアの真の姿。ゴリアとの戦闘中、一定の順番でオブリエットの壁面に描かれた紋様に対応するウェポンを撃ち込んだ後に、ゴリアを撃破すると登場する。ゴリアソウルと戦わず、変身前のゴリアを撃破してエンディングを見ると「mission complete...?」となり、真のエンディングは見られない。
手足が喪失した状態だが常に浮遊移動を行いながら、周囲から消失したアレンビックのエネルギー反応を求めて残存エネルギーを吸収しており、攻撃は余り積極的に行わない。外殻はやはり全ての攻撃を無効化してしまうが、オブリエットの最深部に存在するオメガキャノンでのみダメージを与える事ができる。尚、オメガキャノンを直接ゴリアソウルに向けると姿を消してしまう。戦闘BGMは『プライム』のメトロイドプライム(ヘッド)戦のアレンジが使用されている。

## その他
- 北米版ニンテンドーDSの初期生産分には、本作の体験版『Metroid Prime Hunters: First Hunt』が同梱されていた。
- 開発段階、及び初めて公表されたときのゲームタイトルは『メトロイドプライム ハンターズトーナメント』だった。雑誌などで公開されていたストーリーも製品版とは異なり、「宇宙一のバウンティハンターを決める大会（トーナメント）が開催され、それにサムスも招待されるが、大会の裏にある陰謀に巻き込まれていく」というものだった。
- 本作は任天堂が発売したゲームの中で初めてニンテンドーWi-Fiコネクションを用いたボイスチャット機能を持ったソフトである。